# Вінде
Ві́нде (швед. Vindö) — невеликий острів в Балтійському морі, в складі Стокгольмського архіпелагу. Територіально належать до комуни Вермде лену Стокгольм, Швеція.
Острів розташований на південний схід від Стокгольма. Дамбою з'єднаний з сусіднім Юре.
Вінде вкритий лісами, є декілька невеликих озер.
Острів заселений, на ньому знаходяться декілька сіл.
На півночі Вінде знаходиться озеро Вемлінген, з'єднане з Балтійським морем каналом Оскара, названим на честь короля Оскара II. Король любив ловити окуня в озері, коли в Солленкрока-Фладені працював Королівський шведський яхт-клуб (KSSS) (до того, як вони переїхали в Сантахаміну).
| Швеція | Це незавершена стаття з географії Швеції. Ви можете допомогти проєкту, виправивши або дописавши її. |